# Rhizocarpaceae
Die Rhizocarpaceae stellen die einzige Familie der Ordnung der Rhizocarpales innerhalb der Schlauchpilze (Ascomycota). Sie sind Flechten.

## Merkmale
Alle Arten der Rhizocarpales sind Flechten, selten auch flechtenbewohnend. Der Thallus ist krustenförmig, oft ist ein schwarzer Prothallus vorhanden. Algenpartner (Photobiont) sind Vertreter kugeliger Grünalgen aus der Ordnung der Chlorococcales. Als Fruchtkörper werden Apothecien gebildet, die aufsitzend oder auch im Thallus eingesenkt sind. Sie haben wie die Lecideales einen langlebigen Rand, manche sind aber auch gekerbt. Das Hamathecium, das Gewebe unter den Schläuchen, ist verzweigt und anastomosierend (d. h. miteinander verflochten). Die Paraphysen sind mit Iod anfärbbar, sie sind also amyloid. Die Asci (Schläuche) sind keulig bis etwas verlängert (semifissitunikat) und nur sehr schwach amyloid, nur der Hals ist etwas stärker amyloid. Die Ascosporen sind groß, elliptisch, durchscheinend bis braun und quer septiert bis mauerförmig. Bei den asexuellen Formen werden Pyknidien ausgebildet. Die Konidien sind unseptiert, stäbchen- bis nadelförmig und durchscheinend.  Als Flechtenstoffe werden Depside, Depsidone und Derivate der Pulvinsäure gebildet.

## Lebensweise und Verbreitung
Die Rhizocarpaceae sind Flechten oder zumindest flechtenbewohnend und leben auf Felsen und Gestein.

## Systematik
Der Name „Rhizocarpaceae“ wurde bereits 1950 von Maurice Gustave Benoit Choisy verwendet. Die Familie wurde aber erst 1984 von Joseph Hafellner gültig erstbeschrieben. Die Ordnung der Rhizocarpales wurde 2006 von Jolanta Miądlikowska und François M. Lutzoni verwendet, aber erst 2017 dann gültig beschrieben. Sie beinhaltete zunächst zwei Familien, die Rhizocarpaceae und die Sporastatiaceae. 2018 wurde aber letztere Familie in den Rang einer Ordnung gehoben, die Sporastatiales. Die Rhizocarpales sind daher monotypisch.
Zur Familie gehören folgende vier Gattungen:
- Catolechia mit einer Art
- Epilichen mit drei Arten
- Poeltinula mit drei Arten
- Rhizocarpon mit 225 Arten